# Olšová u Pohoře
Olšová u Pohoře (nebo také Rozhledna Pohoř u Oder a nebo také Pohořská Rozhledna) je rozhledna u vrcholu kopce Olšová (475 m n. m.) a je umístěna východně u obce Pohoř u Oder. Stavba byla zpřístupněna 1. října 2014.

## Popis rozhledny
Věž rozhledny je vysoká 17 metrů s vyhlídkovou plošinou ve výšce 13 metrů nad zemí, také má 64 schodů. Při návrhu materiálu a tvaru rozhledny se město Odry nechalo inspirovat strážní věží, kterou má ve znaku. Ve znaku města je zlatá trámová strážní věž s cimbuřím se čtyřmi stínkami a dvěma zlatými makovicemi na střeše, která odkazuje na tehdejší opevnění města nebo na jeho strážní povahu.  Konstrukce rozhledny je z modřínového dřeva a oceli, patka je ze železobetonu oblepeného okrasným kamenem.

## Historie
Důvodem pro vznik rozhledny byla podle oficiálních materiálů „snaha zatraktivnit město a připomenout jeho historické kořeny“. Původní lokace a jejich alternativy pro rozhlednu však byly jiné - jednalo se o tzv. lokaci Skalka, nebo též tzv. Skalní sklepy v Odrách, jenže vlastník pozemků v té době - Lesy ČR - nedal souhlas ke stavbě a proto byla vybrána lokace na kopci Olšová u vesnice Pohoř. Stavba byla financována z rozpočtu města Oder (300 000 Kč) a 85% dotací (1,6 milionu Kč) z Regionálního operačního programu NUTS II Moravskoslezsko 2007–2013 z Evropského fondu pro regionální rozvoj. Samotná stavba rozhledny začala v květnu 2014 a skončila v září stejného roku a byla provedena firmou Teplotechna Ostrava, a.s., a samotný projekt vytvořil Ing. arch. Miroslav Slíva, který pracoval v té době pro Atelier NORD b. N. a už měl zkušenosti se stavbou až nápadně podobné rozhledny Šance u Jakubčovic. Tesařské a montážní práce udělala firma Milan Miketta ze Štítiny.

## Rozhled
Na jihovýchodě lze za dobré viditelnosti vidět skoro celé Moravskoslezské Beskydy, včetně vrcholů Radhošť, Velký Javorník a Lysá Hora. Také je vidět celá Moravská brána a Poodří. Rozhledna se nachází ve Vítkovské vrchovině a je na ní dobrý výhled. Na severozápadě lze zahlédnout Hrubý a Nízký Jeseník; za dobré viditelnosti i vrchol Praděd. 

## Okolí rozhledny
V okolí rozhledny se nachází několik informačních tabulí, zastřešená lavička a samotná rozhledna je součástí naučné stezky Stříbrný chodník, kterým nebyla od začátku uvedení do provozu tohoto naučného chodníku, ale po postavení byla do něho pro jeho vhodnou lokaci zapojena. Také se v okolí rozhledny nachází vrchol kopce Olšová a parkoviště pro několik osobních automobilů. Asi čtvrt kilometru od rozhledny se nachází vesnice Pohoř.